# Corunha
A Corunha (em galego e oficialmente A Coruña; em galego reintegrado: Corunha; em castelhano: La Coruña) é uma cidade e município da comunidade autónoma da Galiza e capital da província homónima, localizada no noroeste da Espanha. Em 2020 a cidade tinha 213 516 habitantes o que a torna a cidade mais populosa da Galiza. O município abrange uma área de 37,8 km² e em 2021 tinha 245 468 habitantes (densidade: 6 493,9 hab./km²). sendo o segundo mais populoso da Galiza depois de Vigo no sul da província de Pontevedra.
No centro da Corunha fica a Praça de Maria Pita, erguida em 1860 e principal ponto de encontro entre cidadãos e visitantes, onde fica o edifício do concelho, que alberga a maior colecção de relógios da Europa. O centro histórico da urbe é a Cidade Velha onde se encontram construções religiosas como a Igreja de Santiago, a mais antiga da cidade, a Colegiada de Santa María do Campo, com um museu de Arte Sacra, e o Convento de San Domingos, além de muitos outros pontos de interesse, como o Xardín de San Carlos, com um miradouro de onde se vê o Forte de San Antón. Esta antiga fortaleza domina a entrada do porto e acolhe o Museu arqueológico desde 1964.
As fachadas sobre as galerias da Avenida da Mariña, com varandas de madeira e vidro, originaram a designação Cidade de Cristal. As ruas do centro e da Cidade Velha estão repletas de cafés e tabernas. As ruas Olmos, Galera, A Franxa ou A estrela são famosas pelas suas tabernas, e as esplanadas da praça de María Pita também são populares. A oferta de diversão nocturna é ampla e variada, com espectáculos, casino, representação no Teatro Rosalía, concertos e festivais. A enseada é palco de regatas nacionais e internacionais de vela e de remo.
No passeio marítimo fica a Torre de Hércules, o monumento mais emblemático da cidade. Data do século II d.C. e é o farol em funcionamento mais antigo do mundo. A Corunha tem um conjunto de museus dedicados à ciência eartes: o Aquarium Finisterrae, a Casa das Ciências (onde há um planetário), a Casa do Homem (ou Domus) e o Museu de Belas Artes.

## Demografia
| 1991    | 1996    | 2001    | 2004    | 2007    | 2021    |
| 246 953 | 243 785 | 236 379 | 242 846 | 244 388 | 245 468 |
|         | 1,3%    | 3%      | 2,7%    | 0,6%    | 0,4%    |

## Clima
O clima da Corunha é do tipo oceânico com influências de clima mediterrânico (classificação de Köppen-Geiger: Csb). No inverno, as temperaturas máximas são amenas e as mínimas suaves, com valores que raramente são inferiores a 10 °C. É também a altura do ano em que a precipitação é mais frequente. No verão as temperaturas máximas são elevadas, podendo atingir valores acima dos 30 °C. Nessa altura do ano, a precipitação é menos frequente.

## Desporto
O principal clube de futebol da cidade, o Deportivo da Coruña disputa a 3.ª divisão espanhola. É um dos únicos nove clubes que já se sagraram campeões espanhóis. A equipa feminina do Deportivo está na 2.ª divisão. Em hóquei em patins a maior equipa da cidade é o Liceo, o clube desportivo mais bem sucedido da Galiza.

## Equipamentos
O Cemitério Municipal de San Amaro foi inaugurado em 1813 e é um dos mais importantes da Galiza, pois ali estão enterradas mais de 200 pessoas famosas: Wenceslao Fernández Flórez, Pedro Barrié de la Maza e a irmã mais nova de Picasso, Conchita Ruiz Picasso. O pintor morou com a sua família na cidade quando era criança.

## Corunha na coroa portuguesa
No século XIV o rei Fernando I de Portugal tomou a cidade. Foi reconhecido como monarca na Corunha assim como noutras localidades galegas. Intramuros acunhou moeda.